# Ольн
Ольн (фр. Olne, валлон. Ône) — коммуна в Валлонии, расположенная в провинции Льеж, округ Вервье. Принадлежит Французскому языковому сообществу Бельгии. На площади 15,99 км² проживают 3793 человека (плотность населения — 237 чел./км²), из которых 49,80 % — мужчины и 50,20 % — женщины. Средний годовой доход на душу населения в 2003 году составлял 14 285 евро.
Почтовый код: 4877. Телефонный код: 087.